# Ana Leopoldovna
Ana Leopoldovna (А́ннаЛеопо́льдовна) (18 de dezembro de 1718 — 19 de março  de 1746), também conhecida como Anna Karlovna (А́ннаКа́рловна), regente da Rússia por alguns meses (1740 - 1741) durante a infância do seu filho bebé Ivan, era a filha de Catarina (irmã da Imperatriz Ana) e do duque Carlos Leopoldo de Meclemburgo-Schwerin.

## Biografia
Em 1739 casou-se com Antônio Ulrico de Brunsvique-Volfembutel (1714 - 1776), filho de Fernando Alberto II, Duque de Brunsvique-Volfembutel. A 5 de Outubro de 1740 a imperatriz Ana adoptou como seu filho o recém-nascido Ivan e proclamou-o herdeiro ao trono russo. Alguns dias após esta proclamação a imperatriz faleceu (28 de Outubro 1740), deixando instrucções a respeito da sucessão, e designando o seu favorito Ernesto João de Biron, Duque da Curlândia, como regente. Biron, no entanto, tinha-se tornado numa pessoa detestada pelo povo russo, e Ana Leopoldovna teve pouca dificuldade a destrona-lo (8 de Novembro de 1740). Assumiu então a regência, e tomou o título de Grande Duquesa, mas sabendo pouco do carácter da gente com quem ela teria de lidar, e ainda menos das convenções e da política de governação russa, acabando por levar rapidamente a querelas com os seus partidários principais.
A dezembro de 1741, a filha de Pedro, o Grande, que pelos seus hábitos russos era a favorita dos soldados, incitou os guardas a revoltarem-se e, após superar uma fraca oposição, ascendeu ao trono como Imperatriz Isabel.
O regime vitorioso, aprisionou primeiramente a família na fortaleza de Dünamünde perto de Riga, acabando posteriormente por os exilar para Kholmogory, a norte do rio Duína Ocidental. Ana eventualmente morreu a 18 de Março de 1746 durante o parto. O seu filho Ivan VI foi assassinado em Shlisselburg a 16 de Julho de 1764, enquanto o seu marido Antonio Ulrich faleceu em Kholmogory a 19 de Março de 1776. Os seus restantes quatro filhos foram libertados da prisão em 1780 e foram viver para a Jutlândia.